# 김민귀
김강빈(1994년 9월 30일 ~ )은 대한민국의 배우이자 모델이다.

## 출연 작품

### 텔레비전 드라마
- 《루카: 더 비기닝》 (2021) - 김태오 역
- 《알고있지만,》 (2021) - 남규현 역
- 《수리남》 (2022) - 이상준 역
- 《녹야》 (2023) -
- 《착한사나이》 (2024) - 임복천 역